# 北奥塞梯-阿兰共和国国徽
北奥塞梯-阿兰共和国国徽，国徽图案与南奥塞梯略同，金色的土地，象征着大地的富饶和国土的神圣。在国土上向前直行的是象征权力的雪豹。金色的雪豹背上呈现黑色斑点，尾向上翘表示雪豹警惕，随时随刻准备捍卫国家领土。雪豹是北高加索地区传统的象征兽物，不过近期逼向濒危。背景的七座雪山象征高加索地区的雄伟山景。